# クリスティアン・エレーラ
クリスティアン・イグナシオ・エレーラ・ペレス（Cristian Ignacio Herrera Pérez、1991年3月13日 - ）は、スペイン・カナリア諸島ラス・パルマス・デ・グラン・カナリア出身のサッカー選手。UDラス・パルマス所属。ポジションはFW。

## 経歴
カナリア諸島のラス・パルマス・デ・グラン・カナリアに生まれ、UDラス・パルマスのカンテラで育成された。しかし、トップチーム昇格は叶わず、2013年に移籍したエルチェCFでプロデビューを果たした。その後在籍したUDアルメリアとジローナFCでは満足いく出場機会を得れなかったため、2017年7月14日、2年契約でCDルーゴへ移籍した 。2018-19シーズンにはキャリアで初めてリーグ戦2桁得点を挙げた。
2021年8月3日、UDイビサへ移籍し、2年契約を結んだ。
2023年6月22日、ラ・リーガへと昇格したUDラス・パルマスにフリーで加入し、1年契約を交わした。